# Sampsa Astala
Sampsa Astala (rođen 23. januara u finskom gradu Vanta) je bivši bubnjar grupe Lordi i pevač i osnivač hard rok benda Stala & So. Njegovo umetničko ime u Lordima bilo je Kita, što na finskom jeziku znači čeljust. Umetničko ime u njegovom drugom bendu mu je Stala, što je skraćeno od prezimena Astala.
Kita je došao u Lorde 2000. godine, i sa bendom osvojio takmičenje za Pesmu Evrovizije 2006. U čast njemu, u gradu Karkila, u kome je proveo svoje tinejdžerske dane, jedno udruženje zajednice mladih dobilo je ime po njemu. Kita je u Lordima aranžirao i izvodio prateće vokale, ali nije mogao da peva uživo zbog maske. Uprkos brojnim kritikama i optužbama kako su Lordi satanistički bend, na listi zahvalnica na albumima benda Kita se zahvaljuje svemoćnom bogu.
30. septembra, 2010. godine objavljeno je da će Stala & So. učestvovati na finskom izboru za Pesmu Evrovizije 2011.
4. oktobra, 2010. Lordi su objavili da Kita više nije njihov član. U daljem objašnjenju rečeno je da je postojao jasan dogovor između benda i Kite. S obzirom da je odlukom da sa svojim drugim bendom Stala & So. nastupi na izboru za finskog predstavnika na Pesmi Evrovizije 2011. prekršio pravilo Lorda da se članovi ne smeju u javnosti pojavljivati bez maski saopšteno mu je da mora da napusti bend. Ubrzo nakon njegovog odlaska, na mesto bubnjara Lorda dolazi Otus.

## Lik Kite
Kita je „čovek-zver”’ poreklom iz drevne vanzemaljske rase. Prvobitno je bio brutalna ratna zver iz zvezdanog sistema Mu Arae, sve dok nije poslat na zemlju iz nepoznatih razloga. Putnik kroz vreme, Mr. Lordi, pronašao je Kitu na Himalajima, zarobljenog od strane zmijskog demona. Nakon sto je Mr. Lordi savladao demona, Kita mu se pridružuje.
Nije poznato da li je Kita zapravo ime cele rase ili samo pojedinca. Postoje glasine da su zemaljske priče o Jetiju, užasnom snežnom čoveku, zapravo potekle od viđanja članova Kita rase koji su bili poslati na zemlju.

## Stala & So.
Sampsa je osnovao svoj bend, Stala & So., 1997. godine. Nakon što su izdali 3 singla i jedan EP, objavljeno je da će učestvovati na finskom izboru za Pesmu Evrovizije 2011. U međuvremenu, 23. novembra 2010. godine objavljuju svoj 4. po redu singl, „Everything For Money”. 29. novembra 2010. godine objavljena je pesma „Pamela”, kojom će nastupiti na takmičenju. Stigli su do finalne večeri takmičenja gde su i eliminisani. Svoj debitantski album, It Is So., objavljen je 16. februara 2011. godine.

## Diskografija

### Stala & So.
Singlovi
- Burn The Rocks (2000)
- 3+1 (2001)
- Shout! (2008)
- Everything For Money (2010)
- Rock Until I'm Done (2012)
- The Boys Are Having Fun (2013)

Albumi
- It Is So. (2011)
- Gimme Five (2012)
- Play Another Round (2013)

### Lordi
- Get Heavy (2002)
- The Monsterican Dream (2004)
- The Arockalypse (2006)
- Deadache (2008)
- Babez For Breakfast (2010)

### Ostala izdanja
- Apulanta: Hiekka (2002) (prateći vokal)
- Järjestyshäiriö: Levoton (EP) (2004) (producent, prateći vokal)
- Hanna Pakarinen: Lovers (2007) (prateći vokal)
- Pete Parkkonen : First Album (2009) (tekstopisac)